# 鎌田光康
鎌田 光康（かまた みつやす、生年不詳 - 天正10年（1579年））は、戦国時代の阿波国の武将。通称は修理輔。名東城主。日開城主。父は鎌田光久。子に鎌田光義がいる。

## 生涯
三好氏家臣。永禄5年（1579年）に和泉久米田の戦いにて討死した父・光久の後を継いで名東城主となる。加封されて二百八十貫を知行。天正10年（1579年）8月、中富川の戦いで討死する。